# لوكهيد آر 6 في كونستيتيوشن
لوكهيد أر 6 في كونستيتيوشن (Lockheed R6V Constitution،  الدستور) طائرة نقل كبيرة ذات قدرة عالية بمراوح ذات طابقين أنتجت في أربعينات القرن العشرين من قبل شركة لوكهيد بطلب من البحرية الأمريكية وبان أمريكان. بني قطعتين منها كنماذج مبدئية ثم استخدمتا فب البحرية. إلا أن تصميمها الضخم أثبت أنها غير فعالة الاستخدام في النقل إذ أن قوة محركاتها لم تكن كافية. ومما تزال الكونستستيوشن أكبر طائرة بأجنحة ثابتة استخدمتها البحرية.

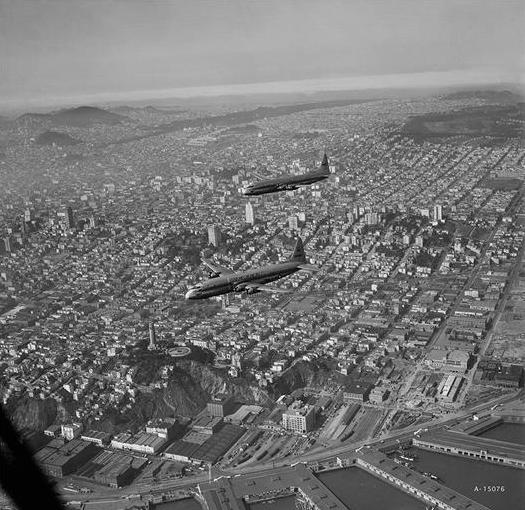
طائرتي الكونستيتيوشن فوق مدينة سان فرانسيسكو في عام 1950

## المواصفات
البيانات من [بحاجة لمصدر]
الخصائص العامة
- الطاقم: 12
- السعة: 168 passengers
- الطول: 156 ft 1 in (47.6 m)
- باع الجناح: 189 ft 1 in (57.6 m)
- الارتفاع: 50 ft 4.5 in (15.4 m)
- مساحة الجناح : 3,610 ft² (335.4 m²)
- الوزن فارغة: 113,780 lb (51,610 kg)
- الوزن محملة: 160,000 lb (72,600 kg)
- وزن الإقلاع الأقصى: 184,000 lb (83,460 kg)
- محرك الطائرة: 4 × برات آند ويتني آر-4360 واسب ميجر محرك شعاعي, 3,000 hp (2,240 kW)  الواحد

الأداء
- السرعة القصوى: 303 mph (490 km/h) at 25,000 قدم (7,600 م)
- سرعة العبور: 260 mph (418 km/h)
- مدى (طائرة): 5,390 mi (8,670 km)
- سقف الخدمة: 28,600 ft (8,700 m)
- معدل الصعود: 700 ft/min (210 m/min)

## الحواشي
1. ↑  كانت سمى الطائرة أر6أو حتى عام 1950.

## وصلات خارجية
- المادة على R6V الدستور من Goleta Air and Space Museum الموقع
- لوكهيد R6V الدستور المادة من أخبار الطيران

1. 1 2  مذكور في: إحصائيات طيران البحرية الأميركية 1910-2010، المجلد 2. الصفحة: 30. تاريخ النشر: مارس 2017.
2. 1 2  مذكور في: إحصائيات طيران البحرية الأميركية 1910-2010، المجلد 2. الصفحة: 31. تاريخ النشر: مارس 2017.